# Человек-невидимка
«Челове́к-невиди́мка» (англ. The Invisible Man) — роман Герберта Уэллса, написанный в 1897 году.

## Описание сюжета
В деревню Айпинг на юге Англии приезжает таинственный незнакомец и останавливается в местной гостинице. Он очень раздражителен, необщителен, постоянно носит одежду, очки и перчатки, его голова обмотана бинтами. Вскоре прибывает его багаж в виде массы бутылок и химикатов, незнакомец посвящает своё время неким опытам. Со временем он начинает задерживать оплату по счетам к неудовольствию хозяйки миссис Холл. В деревне ограблен дом викария, миссис Холл и её муж, вставшие спозаранку, чтобы гнать самогон замечают отсутствие незнакомца, но вся его одежда осталась на месте. Миссис Холл требует разъяснений, разгневанный незнакомец срывает с себя бинты, выясняется, что он невидим. В гостиницу прибывает констебль с ордером от судьи на арест незнакомца, но физически сильный невидимка расправляется с констеблем и его помощниками и сбегает.
Невидимка находит себе помощника, бродягу Томаса Марвела, который тайком выносит три его записных книги. Однако Марвел решает украсть деньги и вещи невидимки, спасается от него бегством и находит укрытие в трактире «Весёлые крикетисты». Невидимка вваливается в трактир, но постояльцы становятся на защиту Марвела, один из них разряжает револьвер в невидимку, ранив его в руку. Раненый невидимка находит укрытие в доме доктора Кемпа, своего знакомого по медицинскому колледжу и рассказывает ему свою историю. Однако Кемп изучив газеты, решает, что Гриффин буйнопомешанный и отправляет записку начальнику городской полиции полковнику Эдаю.
Студент колледжа в Чезилстоу Гриффин заинтересовывается физикой и делает открытие, как можно стать невидимым. Он оставляет преподавательскую деятельность и занимается опытами на частном жилье. Чтобы добыть деньги Гриффин ограбил родного отца, деньги были чужими и отец застрелился. С помощью химикатов и облучения некими волнами Гриффин делает невидимой тряпку, а потом и подошедшую кошку. Столкнувшись с назойливым интересом домовладельца, Гриффин решает стать невидимым, он посылает свои вещи по некоему адресу, открывает газ и, перед тем как исчезнуть, взрывает дом. Однако он не рассчитал трудности такой жизни, прохожие натыкаются на него, на улице холодно, он не может даже спокойно пообедать, поскольку переваривая пищу на неокторые время становится видимым. Гриффин решает добыть денег, укрыться где-нибудь в глуши и закончить свои опыты. Он проникает в универсальный магазин, проводит там ночь, но утром его замечают подошедшие приказчики, Гриффину приходится скрыться без одежды и без денег. Он заходит в театральную лавку на Друри-лейн. Хозяин лавки наделён исключительно тонким слухом, он слышит передвижения Гриффина, у невидимки не получатся обокрасть его тайком, он оглушает хозяина, похищает его деньги и оставляет его связанным  в лавке.
Невидимка предлагает Кемпу стать его сообщником, он решает устроить царство террора, с помощью невидимости убивая людей, наводя страх на округу. Приходит Эдай с людьми, но из-за неосторжности доктора невидимка сбегает. Кемп составляет план охоты на невидимку, население округа с охотой подключается. Гриффин провозглашает себя властелином округа (Невидимкой Первым) и объявляет, что приговорил Кемпа к смерти. Он нападает на дом Кемпа, убивает подошедшего полковника Эдая. Кемп, чтобы отвлечь внимание невидимки, пускается в бегство. Ему удаётся добежать до многолюдной улицы, прохожие спешат на помощь Кемпу, начинается облава на самого охотника. Невидимка сбивает Кемпа с ног и душит его, но набежавшие люди избивают невидимку до смерти. Перед смертью к нему возвращается видимость. Томас Марвел открывает трактир «Человек-невидимка», по выходным он просматривает книги Гриффина, наивно надеясь разгадать секрет невидимости.

## Научная достоверность
Хотя невидимость в оптическом диапазоне — дело неопределённого будущего, текст Уэллса достаточно давно подвергается критике учёными. По мнению советского популяризатора науки Якова Перельмана, даже если бы удалось разработать практическую невидимость, такой человек был бы слеп. Если у невидимки показатель преломления тела становится равным аналогичному показателю у воздуха, хрусталик в этом случае потеряет возможность преломлять лучи света и фокусировать их на сетчатке глаза. Сама сетчатка также не сможет поглощать видимый свет палочками и колбочками, по причине своей невидимости. Эту ситуацию описал французский писатель фантаст Морис Ренар в своей книге «Человек, который хотел быть невидимым» (1925). Однако в тексте романа есть указание на то, что сетчатка глаза невидимки сохраняла свой пигмент: «Подойдя к зеркалу, перед которым я обыкновенно брился, я увидел пустоту, в которой еле-еле можно было ещё различить туманные следы пигмента на сетчатой оболочке глаз».
Следует учесть также и то, что показатель преломления воздуха постоянно меняется (из-за температуры, конвекции и прочего), тогда как показатели тела человека скорее всего достаточно стабильны. Невидимому телу придётся «подстраиваться» под текущий показатель преломления воздуха. По этой причине невидимость также невозможна.

## Переводы
Роман несколько раз переводился на русский язык. Наиболее известен перевод Д. Вейса (1910), с 1954 года переиздающийся под редакцией Н. Галь.
в 2020 году роман был переведен на туркменский язык под редактированием Гелдимурадова Чары. Его переведенная и редактированная версия была издана в течение года по частям в журнале в Всемирная Литература, Ашхабад.

## Экранизации
Роман неоднократно был экранизирован за рубежом.
- В СССР был снят одноимённый фильм (1984, режиссёр Александр Захаров) с изменённым сюжетом: Гриффин был представлен как талантливый, но не понятый современниками изобретатель, а Кемп — как злой гений, пытавшийся руками Гриффина захватить власть, а когда Гриффин отказался ему помогать — приложивший все силы к тому, чтобы уничтожить его руками других людей.
- Советским зрителям также хорошо знакома шестисерийная экранизация Би-би-си, снятая в 1984 году. Считается, что она ближе всего к оригинальному тексту романа.[кем?]